# Klootwijk aan Zee
Klootwijk aan Zee was een televisieprogramma over vis, uitgezonden door de RVU. Het programma werd gepresenteerd door culinair journalist Wouter Klootwijk. Klootwijk zocht in het programma naar opmerkelijk nieuws over vis uit en voor Nederland. Een vast item in het programma was een bezoek van visbioloog Niels Daan aan Klootwijk, samen maakten ze vervolgens een vis en/of schaaldier klaar en aten het op.
In 2010 werd het programma min of meer opgevolgd door De Wilde Keuken waarin Klootwijk alle soorten voedsel behandelde in plaats van alleen vis.

## Seizoenen

### Eerste seizoen
Het eerste seizoen omvatte acht afleveringen en werd uitgezonden vanaf april 2006. Met de kotter Christoffel voer Klootwijk langs de Nederlandse kust op zoek naar vis, vissers en verhalen over vis.
| aflevering | datum van uitzending | titel                    |
| ---------- | -------------------- | ------------------------ |
| afl. 1     | 25 april 2006        | Yerseke                  |
| afl. 2     | 2 mei 2006           | Stellendam               |
| afl. 3     | 9 mei 2006           | Hoek van Holland/Lofoten |
| afl. 4     | 23 mei 2006          | Scheveningen             |
| afl. 5     | 30 mei 2006          | IJmuiden                 |
| afl. 6     | 6 juni 2006          | Monnickendam             |
| afl. 7     | 13 juni 2006         | Den Oever                |
| afl. 8     | 20 juni 2006         | 't Wad                   |

### Tweede seizoen
Het tweede seizoen begon in mei 2007. Klootwijk ging acht afleveringen lang met de fiets naar vissersplaatsen op zoek naar wetenswaardigheden over vis.
| aflevering | datum van uitzending | titel                   |
| ---------- | -------------------- | ----------------------- |
| afl. 1     | 31 mei 2007          | Mosselzaad              |
| afl. 2     | 7 juni 2007          | Hengelen                |
| afl. 3     | 21 juni 2007         | Zoet                    |
| afl. 4     | 28 juni 2007         | Monsterkrab             |
| afl. 5     | 5 juli 2007          | Kweek                   |
| afl. 6     | 12 juli 2007         | Surimi                  |
| afl. 7     | 19 juli 2007         | Schaal- en schelpdieren |
| afl. 8     | 26 juli 2007         | Dagvis                  |

### Derde seizoen
In het derde seizoen, wederom bestaand uit acht afleveringen en uitgezonden vanaf juli 2008, ging Klootwijk met zijn grote koffer te voet op zoek naar wetenswaardigheden over vis.
| aflevering | datum van uitzending | titel       |
| ---------- | -------------------- | ----------- |
| afl. 1     | 9 juli 2008          | Sardine     |
| afl. 2     | 16 juli 2008         | Paling      |
| afl. 3     | 23 juli 2008         | Vis op reis |
| afl. 4     | 30 juli 2008         | Haring      |
| afl. 5     | 6 augustus 2008      | Kweek       |
| afl. 6     | 13 augustus 2008     | Garnaal     |
| afl. 7     | 20 augustus 2008     | Vistechniek |
| afl. 8     | 27 augustus 2008     | Nieuwe vis  |